# Томе, Монсеррат
Монсерра́т «Монтсе» Томе́ Ва́скес (исп. Montserrat "Montse" Tomé Vázquez; род. 11 мая 1982, Овьедо) — испанская футболистка, выступавшая на позиции полузащитника. Главный тренер женской сборной Испании по футболу с сентября 2023 года.

## Биография
Родилась 11 мая 1982 года в городе Овьедо.

## Клубная карьера
В 2002—2007 годах выступала за клуб «Реал Овьедо» в Примере (высшем дивизионе).
В 2007—2010 годах выступала за клуб «Леванте» в Примере, ставший чемпионом Испании в сезоне 2007/2008 годов.
В 2010—2012 годах выступала за клуб «Барселона» в Примере, ставший чемпионом Испании в сезоне 2011/2012 годов.
В 2012—2013 годах выступала за клуб «Реал Овьедо» в Сегунде (втором дивизионе).

## Карьера в сборной
В 2000—2001 годах выступала за национальную сборную (до 19 лет), сыграла 16 матчей на чемпионате Европы по футболу среди девушек до 18 лет. В 2003—2005 годах выступала в основном составе женской команды, сыграла четыре матча в отборочном турнире чемпионата Европы по футболу 2005 года.

## Тренерская карьера
С 2018 года после получения лицензии «Pro-УЕФА» работала помощником главного тренера основного состава женской сборной Испании по футболу в штабе Хорхе Вильды. Поддержала футболисток сборной в конфликте на фоне скандала с главой Королевской испанской футбольной федерации (RFEF) Луисом Рубиалесом, который на церемонии награждения победительниц чемпионата мира по футболу среди женщин 2023 года поцеловал футболистку Дженнифер Эрмосо. Хорхе Вильда поддержал временно отстранённого Рубиалеса. После увольнения Хорхе Вильды 5 сентября 2023 года RFEF назначила Монсеррат Томе новым главным тренером женской сборной Испании по футболу. Она стала первой женщиной на этом посту.